# Enrique Ruano Casanova
 (août 2025).
Enrique Ruano Casanova (Madrid, 7 juillet 1947-20 janvier 1969) est un étudiant en Droit et militant anti-franquiste espagnol, qui fut assassiné alors qu'il était détenu par la Brigada Político-Social, la police politique secrète du régime franquiste. D'après la version officielle du Régime il s'était suicidé. Sa mort a provoqué une vague d'indignation qui allait se traduire par des manifestations qui conduisirent le gouvernement à décréter l'état d'exception quatre jours après l'événement.

## Biographie

### L'assassinat
Enrique Ruano Casanova, étudiant de Droit de l'Université Complutense et membre du Frente de Liberación Popular, l'un des groupes politiques qui ont lutté en Espagne contre le franquisme, a été assassiné le 20 janvier 1969, défenestré du septième étage du numéro 60 de la rue General Mola (aujourd'hui le 68 rue Príncipe de Vergara) à Madrid, par des membres de la Brigada Político-Social (BPS), qui l'avaient arrêté trois jours plus tôt. 
Les inspecteurs de la BPS qui avaient la garde du jeune homme lors des faits étaient Francisco Luis Colino Hernández, Jesús Simón Cristóbal et Celso Galván Abascal.
L'année 1969 a commencé en Espagne dans une ambiance politiquement agitée, dans un contexte international marqué par Mai 68 en France. Les grèves d'ouvriers et d'étudiants contre le régime franquiste, au cours desquelles a eu lieu l'assassinat de Ruano, ont entraîné le Gouvernement à décréter l'état d'exception sur tout le territoire espagnol. L'état d'exception, qui suspendait toute garantie et qui établissait une censure de presse plus stricte, a duré jusqu'au 24 mars.
D'après la version de la Direction Générale de la Sécurité, Enrique Ruano fut arrêté le 17 janvier 1969, pour avoir distribué dans la rue de la propagande des Commissions Ouvrières, et emmené au commissariat. Trois jours plus tard, il fut conduit à un bâtiment de la rue General Mola de Madrid, pour effectuer une perquisition dans un appartement dont les policiers avaient trouvé les clés dans le sac de sa fiancée, et là, l'étudiant se jeta par la fenêtre du septième étage.
L'ensemble du mouvement anti-franquiste a considéré la mort d'Enrique Ruano comme un assassinat, et des mobilisations ont eu lieu pour protester contre ce crime. Plusieurs intellectuels ont soutenu aussi la thèse du crime politique, de l'assassinat, thèse peu a peu renforcée par les contradictions de la version officielle qui variait de jour en jour.
L'événement a été présenté officiellement comme un suicide, les responsables affirmant que le jeune homme s'était mis à courir et jeté par la fenêtre. Il y eut même un supposé journal intime dans lequel étaient exprimées des idées suicidaires, qui fut diffusé à la presse comme étant celui de l'étudiant mort. Manuel Jiménez Quílez, directeur général de la Presse sous les ordres du Ministre Manuel Fraga Iribarne, a mobilisé le quotidien ABC — dirigé alors par Torcuato Luca de Tena — et le journaliste Alfredo Semprún fut chargé, avec cette matière, de préparer un reportage «définitif» sur les raisons du «suicide». Fraga Iribarne lui-même a téléphoné au père de Ruano pour le menacer et lui dire d'arrêter de protester s'il ne voulait pas que sa fille finisse de la même manière. L'autopsie fut falsifiée et la famille ne fut pas autorisée à voir le corps. Dans un de ses livres, Fraga parle de ce qu'il appelle «une tentative minoritaire de me déclarer persona non grata dans l'Université».

### Le procès
Le 19 janvier 1989, un jour avant le délai de prescription pour assassinat, Margarita Casanova, la mère d'Enrique, demanda la réouverture du dossier 6/69. Cette demande fut suivie de plusieurs années de procédures, le procureur de l'époque mettant tout en œuvre pour empêcher cette réouverture.
En 1996, la famille de Ruano a enfin réussi à faire ré-ouvrir le cas. Cela permit de découvrir que la soi-disant note de suicide était faite de morceaux manipulés d'une lettre qu'il écrivait à son psychiatre, Carlos Castilla del Pino, dont la première feuille avait été arrachée pour faire disparaître la mention révélatrice «Cher docteur», qui en constituait les premiers mots. Faire cela fut «une vilenie macabre», déclarerait au procès le docteur, qui de plus a affirmé: «La version du suicide est absolument invraisemblable: le suicide se fait seul, il se prépare, mais pas lors d'une fuite devant d'autres personnes». 
De surcroît, les examens médico-légaux pratiqués après l'exhumation du cadavre ont révélé que Ruano avait subi «une lésion non compatible avec la chute». Selon l'accusation, cette «lésion» (un trou circulaire) était dû à l'impact d'une balle tirée avant que le corps fût lancé par la fenêtre,. L'avocat José María Mohedano a affirmé qu'il était maintenant avéré qu'un des policiers lui a tiré dessus avant de le jeter par la fenêtre du septième étage. Ensuite, ils ont scié l'os de la clavicule pour que la balle n'apparaisse pas et ils ont falsifié l'autopsie.
Le procès, compliqué par la bizarre disparition de certaines preuves comme un morceau de la clavicule du jeune, s'est terminé par l'absolution des trois policiers, devant les divergences des experts médicaux lors du procès. Les présumés coupables, les agents Colino, Simón et Galván, ont finalement été relaxés «faute de preuves concluantes». Le verdict reconnaissait qu'il y avait eu des tortures, mais ce délit était prescrit. Le Tribunal a considéré qu'il y avait eu une déficience dans la garde du détenu de la part des agents, dont la conséquence avait été sa mort. En fait, à peine dix ans après ils seraient médaillés et continuèrent à être promus et actifs en totale impunité, alors que l'Espagne était devenue une démocratie.

## Les suites
Dans le cadre général des dernières années du franquisme, l'événement a eu une répercussion relative, avec plus de force dans les milieux universitaires. Il n'y eut pas d'enquête sérieuse sur ce qui s'était passé, bien que plusieurs avocats l'aient demandé, sans y parvenir. La famille a réussi à ce que la Cour suprême ordonnât de rouvrir le cas en 1994, cinq ans après en avoir fait la demande. Ce n'est qu'en 1996, 27 ans après les faits, que furent mis en cause les trois policiers qui se trouvaient avec Enrique Ruano lorsque celui-ci est tombé.
Le syndicaliste José Luis Úriz rappelle dans son témoignage Peleando a la contra le moment où il a été arrêté et torturé lorsqu'il étudiait l'ingénierie de télécommunications à Madrid, par l'inspecteur Antonio González Pacheco, connu sous le surnom de Billy el  Niño. Tant qu'il frappait Úriz, un autre policier qui participait à l'interrogatoire a dit au tortionnaire: «fais attention, tu vas encore avoir la main lourde et tu vas le tuer», et celui-ci a répondu, selon le récit d'Úriz: «ça n'a pas d'importance, on fait comme avec Ruano, on le jette par la fenêtre et on dit qu'il voulait s'enfuir». 
Torcuato Luca de Tena, alors directeur du quotidien ABC, a avoué que Manuel Fraga Iribarne lui avait ordonné de publier les notes du journal intime de Ruano, en les manipulant pour qu'elles semblent avoir été écrites par une personne instable qui s'était suicidée. Le commissaire chef de la Brigada Político-Social s'est montré lors du procès comme un pauvre vieillard qui ne faisait que recevoir des jets de pierres des étudiants. Le directeur général de la Sécurité, le colonel Eduardo Blanco, était déjà mort.
Enrique Ruano était un camarade d'école d'Alfredo Pérez Rubalcaba (futur vice-président du Gouvernement et ministre de l'Intérieur de l'Espagne). L'indignation suite à la mort de son camarade a poussé Rubalcaba à entrer en politique et à s'affilier au Parti Socialiste Ouvrier Espagnol. 